# Парадайз (округ Моно, Каліфорнія)
Парадайз (англ. Paradise) — переписна місцевість (CDP) в США, в окрузі Моно штату Каліфорнія. Населення — 174 особи (2020).

## Географія
Парадайз розташований за координатами 37°28′58″ пн. ш. 118°36′8″ зх. д. / 37.48278° пн. ш. 118.60222° зх. д. (37.482853, -118.602213).  За даними Бюро перепису населення США в 2010 році переписна місцевість мала площу 11,27 км², уся площа — суходіл.

## Демографія
Згідно з переписом 2010 року, у переписній місцевості мешкали 153 особи в 74 домогосподарствах у складі 51 родини. Густота населення становила 14 особи/км².  Було 87 помешкань (8/км²).
Расовий склад населення:
| - 85,0 % — білих - 3,9 % — азіатів - 1,3 % — корінних американців - 3,3 % — осіб інших рас |

До двох чи більше рас належало 6,5 %. Частка іспаномовних становила 9,2 % від усіх жителів.
За віковим діапазоном населення розподілялося таким чином: 12,4 % — особи молодші 18 років, 66,0 % — особи у віці 18—64 років, 21,6 % — особи у віці 65 років та старші. Медіана віку мешканця становила 52,9 року. На 100 осіб жіночої статі у переписній місцевості припадало 104,0 чоловіків;  на 100 жінок у віці від 18 років та старших — 97,1 чоловіків також старших 18 років.
Середній дохід на одне домашнє господарство  становив 66 790 доларів США (медіана — 49 861), а середній дохід на одну сім'ю — 79 557 доларів (медіана — 78 750). За межею бідності перебувало 6,5 % осіб, у тому числі 8,7 % дітей у віці до 18 років та 4,7 % осіб у віці 65 років та старших.
Цивільне працевлаштоване населення становило 74 особи. Основні галузі зайнятості: науковці, спеціалісти, менеджери — 25,7 %, будівництво — 20,3 %, мистецтво, розваги та відпочинок — 17,6 %.